# کول‌تپه هواستان
کول تپه هواستان مربوط به دوره ساسانیان - سده‌های اولیه دوران‌های تاریخی پس از اسلام است و در شهرستان میانه، بخش مرکزی، دهستان گرمه جنوبی، ۳ کیلومتری جنوب شرقی روستای هواستان واقع شده و این اثر در تاریخ ۲۷ اسفند ۱۳۸۶ با شمارهٔ ثبت ۲۲۵۶۴ به‌عنوان یکی از آثار ملی ایران به ثبت رسیده است.